# Korean War Veterans Memorial
Das Korean War Veterans Memorial ist eine Skulpturengruppe in Washington, D.C., die 1995 zu Ehren der Veteranen des Koreakriegs errichtet wurde. Sie befindet sich im West Potomac Park südöstlich des Lincoln Memorial und südlich des Reflexionsbeckens der National Mall.

## Entwurf und Bau
Die Gedenkstätte wurde am 28. Oktober 1986 vom Kongress der Vereinigten Staaten durch das Public Law 99-572 genehmigt. Die Planung und den Bau übernahmen das Korean War Veterans Memorial Advisory Board und die American Battle Monuments Commission. Präsident George H. W. Bush nahm den ersten Spatenstich für das Denkmal am 14. Juni 1992, dem Flag Day, vor. Es wurde am 27. Juli 1995, dem 42. Jahrestag des Waffenstillstandes, von Präsident Bill Clinton und Kim Young-sam, dem Präsidenten von Südkorea, eröffnet und den Männern und Frauen gewidmet, die während des Krieges gedient hatten. Die Verwaltung der Gedenkstätte wurde der Abteilung National Mall and Memorial Parks des National Park Service übertragen. Die Gedenkstätte wurde am Tag ihrer Einweihung in das National Register of Historic Places eingetragen.

## Gedenkstätte

Eine der 19 Statuen

Eine der 19 Statuen

Korean War Veterans Memorial

Das Kriegerdenkmal hat die Form eines Dreiecks mit einem Kreis auf seiner Spitze. In dem Dreieck stehen 19 übergroße Edelstahl-Statuen von Frank Gaylord. Die Figuren stellen eine Squad auf Patrouille dar, in der jede Gattung der Streitkräfte der Vereinigten Staaten vertreten ist: 15 Soldaten der US-Army, 2 Marines des Marine Corps, ein Corpsman der Navy und ein Forward Air Controller der Air Force. Diese tragen volle Kampfausrüstung und stehen zwischen Granitstreifen und Wacholderbüschen, die das raue Gelände Koreas darstellen, verstreut. Im Norden der Statuen befindet sich ein Weg, der eine Seite des Dreiecks bildet. Hinter dem südlichen Weg befindet sich eine 50 Meter lange Wand aus schwarzem Granit die von Louis Nelson Associates entworfen wurde. Auf der Wand befinden sich sandgestrahlte fotografische Darstellungen von Soldaten, Ausrüstungsgegenständen und Menschen, die in den Krieg verwickelt waren. Diese Mauer und der Weg markieren die zweite Seite des Dreiecks. Die dritte Seite des Dreiecks, die in Richtung des Lincoln Memorial liegt, ist offen.
Nördlich der Statuen und des Weges befindet sich die United Nations Wall, eine lange Wand auf der 22 Mitglieder der Vereinten Nationen gewürdigt werden, die Truppenunterstützung und medizinische Hilfe während des Koreakrieges geleistet haben.
Der Kreis enthält das Becken der Erinnerung (Pool of Remembrance), ein flaches Bassin mit etwa neun Metern Durchmesser, das mit schwarzem Granit gesäumt ist und von einer Baumgruppe mit Bänken umgeben ist. Inschriften in der Wand nennen die Anzahl der Gefallenen, Verwundeten, Vermissten und Kriegsgefangenen. Neben den Zahlen der amerikanischen Soldaten sind die entsprechenden Werte der Truppen der Vereinten Nationen aufgelistet. Auf einer nahe gelegenen Gedenktafel steht: „Unsere Nation ehrt ihre Söhne und Töchter, die dem Aufruf zur Verteidigung eines Landes, das sie nicht kannten, und Menschen, die sie nie getroffen hatten, nachgekommen sind.“
Südlich des Denkmals stehen drei Straucheibisch-Büsche, der Nationalblume von Südkorea.
Eine weitere Granitwand mit Intarsien in Silber verkündet die einfache Nachricht: „Freedom Is Not Free“ (Freiheit ist nicht kostenlos).

### Truppenstatistiken
In Granitblöcke in der Nähe des Wasserbeckens am östlichen Ende der Gedenkstätte sind folgende statistischen Werte der Soldaten des Krieges eingraviert:
- Tod – Vereinigte Staaten: 54,246,[2] Vereinte Nationen: 628,833
- Verwundet – Vereinigte Staaten: 103,284, Vereinte Nationen: 1,644,453.
- Gefangen genommen – Vereinigte Staaten: 7,140, Vereinte Nationen: 92,970.
- Vermisst – Vereinigte Staaten: 8,177,[3] Vereinte Nationen: 470,267.

## Bibliografie
- Korean War Veterans Memorial, National Park Service leaflet, GPO:2204—304-337/00178
- The National Parks: Index 2001–2003. Washington: U.S. Department of the Interior.